# Paul Hinschius
Franz Karl Paul Hinschius, född den 25 december 1835 i Berlin, död där den 13 december 1898, var en tysk kyrkorättslärare. 
Hinschius var 1863-65 e.o. professor i Halle, 1865-68 i Berlin, 1868-72 professor i Kiel (vars universitet han 1871-72 representerade i preussiska herrehuset) och från 1872 professor i juridiska fakulteten vid Berlins universitet (dess rektor 1889-90). 1872-78 och 1880-81 var han medlem av tyska riksdagen samt sedan 1889 Berlinuniversitetets representant i preussiska herrehuset. 1897 blev han teologie doktor. 
Hinschius stora vetenskapliga anseende grundar sig företrädesvis på hans omsorgsfulla upplaga av de pseudoisidoriska dekretalen (1863) och hans Kirchenrecht der Katholiken und Protestanten in Deutschland (6 band, 1869-78), vilket blev en torso (blott den katolska kyrkorätten, och ej ens denna helt, är behandlad), men dock är en av den juridiska och historiska vetenskapens största prestationer under 19:e århundradet, utarbetad med oerhörd lärdom och noggrannhet i detaljerna, stark objektivitet, följande den historiska utvecklingen och samlande resultaten med stor systematisk kraft. 
Hinschius var även mycket anlitad i praktiska rättsfrågor. I den tyska kulturkampens kyrkopolitik spelade han en framskjuten roll och medverkade bland annat vid det tekniska utarbetandet av majlagarna med flera. Han tillhörde den kyrkliga och dogmatiska liberalismen; hans historiska uppfattning var påverkad av Ritschl. Klarast framträder hans ståndpunkt i boken Staat und Kirche (1883).